# Gniewomierz
Gniewomierz (niem. Oyas) – wieś w Polsce położona w województwie dolnośląskim, w powiecie legnickim, w gminie Legnickie Pole, nad rzeką Wierzbiak.
W latach 1975–1998 miejscowość administracyjnie należała do województwa legnickiego.

## Nazwa
Nazwa miejscowości wywodzi się od Gniewomira - pogańskiego imienia używanego we wczesnym średniowieczu przez Słowian. Imię to składa się z członu Gniewo- ("gniew") oraz -mir ("pokój, spokój, dobro"), oznacza "ten, który uśmierza gniew". Należało prawdopodobnie do pierwszego właściciela lub zasadźcy miejscowości, a więc nazwa wsi jest patronimiczna. 
Miejscowość została wymieniona w staropolskiej, zlatynizowanej formie Gnevomir Ujasd (pol. Ujazd Gniewomira) w łacińskim dokumencie wydanym w 1202 roku we Wrocławiu przez kancelarię biskupa wrocławskiego Cypriana. W dokumencie z 1217 roku wydanym przez biskupa wrocławskiego Lorenza miejscowość wymieniona jest w zlatynizowanej, staropolskiej formie Gneomirovici. Na podstawie średniowiecznych dokumentów polska administracja zmieniła po zakończeniu II wojny światowej nazwę na polską Gniewomierz.

### Zabytki
Do wojewódzkiego rejestru zabytków wpisane są:
- kościół filialny pw. św. Antoniego Padewskiego, wzmiankowany w 1251 r., wzniesiony w 1500 r., przebudowany w XVIII i XX w. Orientowany, jednonawowy, nakryty dachem dwuspadowym[7].
- cmentarz przykościelny.